# Wezembeek-Oppem
Wezembeek-Oppem (anciennement écrit Wesembeek-Ophem et parfois encore en français) est une commune belge située en Région flamande dans la province du Brabant flamand.
Il s'agit d'une des communes à facilités de la périphérie bruxelloise ayant des facilités linguistiques pour sa population francophone. 

## Géographie
|                            | Zaventem (Région flamande) |  |
| Kraainem (Région flamande) | Wezembeek-Oppem            |  |
|                            | Tervuren (Région flamande) |  |

La commune de Wezembeek-Oppem est située dans l'arrondissement administratif de Hal-Vilvorde et dans l'arrondissement électoral et judiciaire bilingue de Bruxelles-Hal-Vilvorde. C'est une commune à facilités pour les francophones. Elle fait partie des communes à facilité de la « périphérie bruxelloise » au même titre que Kraainem, Drogenbos, Linkebeek, Rhode-Saint-Genèse et Wemmel.
Elle se trouve à l'est de Bruxelles, entre les communes de Kraainem, de Tervuren et de Zaventem, à la sortie 2 du Ring R.0 de Bruxelles et est accessible par le réseau de la STIB avec le tram 39 (Montgomery-Stockel-Ban Eik) et les bus 76 (Kraainem - Oppem) et 77 (Kraainem - Hippodrome).
Située près de l'aéroport de Bruxelles-National, la commune subit aussi les nuisances sonores des activités aéroportuaires, ce qui suscite le mécontentement de nombreux riverains depuis que le ministre Bert Anciaux a édicté un plan réglant le trafic aérien en 2004. Ce plan a déplacé une importante partie du trafic aérien des communes du Nord de Bruxelles vers celles de l'Oostrand dont font partie Kraainem et ses voisines de Woluwe et Wezembeek. Après plusieurs années de péripéties judiciaires, ce plan, dit de dispersion, est remplacé fin janvier 2009 par un nouveau plan de répartition des nuisances liées au trafic aérien, qui a été adopté par le Conseil des Ministres le 19 décembre 2008.

## Héraldique
|  | La commune possède des armoiries qui lui ont été octroyées le 22 mars 1920 et à nouveau le 9 février 1994. Elles sont identiques à celles des Chevaliers de Burbure (De Burbure de Wesembeek (nl)), qui acquirent le village de Wezembeek en 1692 et possédèrent le domaine jusqu'à la fin du XIXe siècle. Blasonnement : De sable à la croix ancrée d'argent. - Délibération communale : 23 décembre 1993 - Arrêté de l'exécutif de la communauté : 9 février 1994 - Moniteur belge : 26 juin 1994 Source du blasonnement : Heraldy of the World. |

## Démographie
- Source : DGS, de 1831 à 1981 = recensements population ; à partir de 1990 = nombre d'habitants chaque 1er janvier.[7]

## Histoire
Oppem était à l'origine un hameau du côté nord de la route entre Malines et Tervuren, plus haut dans la vallée du Wezembeek. Le centre historique de Wezembeek se trouvait entre ceux de Sterrebeek, Kraainem et Oppem, et directement relié à Kraainem et à la vallée de la Woluwe via l'actuelle rue Alfons Lenaerts. Sur la carte de Ferraris, Oppem faisait partie de la paroisse de Wezembeek. A cette époque, Wezembeek et Oppem étaient également reliés à Stockel par une chaussée.
Sous l'ancien régime, Wezembeek et Oppem, bien qu'elles ne formaient qu'une seule paroisse, étaient deux seigneuries différentes. Ils relevaient légalement du bailliage de Vilvorde (dans le quartier bruxellois du duché de Brabant). La seigneurie d'Oppem avait été donnée à l'abbaye de Villers par les seigneurs de Dongelberg en 1234 et resta dans les possessions de l'abbaye jusqu'à la fin de l'ancien régime. Wezembeek, d'autre part, a été gouverné du XIIe  au  XIVe siècle par la famille 'van Wezembeek' du même nom. Après que la seigneurie eut changé plusieurs fois de mains, elle fut acquise en 1695 par Gaspar de Burbure. Ses descendants ont régné sur Wezembeek jusqu'à la fin de l'Ancien Régime et sont encore appelés aujourd'hui « les Burbure de Wesembeek ».
Après 1796, date de l'annexion à la France, Wezembeek-Oppem est affecté en tant que commune au canton de Sint-Stevens-Woluwe du département de la Dyle. Elle reste à ce jour une commune indépendante, qui fait désormais partie de la province du Brabant flamand. Comme les autres municipalités à facilités, elle a été tenue à l'écart de la vague de fusions de 1976-1977.

## Transport
La commune est desservie par la Ligne 39 aux stations De Burbure, Bel-Air, Louis Marcelis, Ruisseau, Ter Meeren, Ban Eik gérée par la STIB ainsi que par les lignes de bus Ligne 76 aux stations Henriette Lauwers (anciennement Ring 0), Gergel, Louis Marcelis, Plaine des Sports, Violettes, Hernalsteen, Jozef Baus, Marmotte et Oppem et Ligne 77 aux stations Voisins, Église Wezembeek, Gergel, Deutsche Schule, Long-Chêne, Vier Huiskens et Hippodrome, gérée par la même société.
Elle est également servie par deux lignes gérée par la société De Lijn : Ligne 410 et Ligne 830.

## Politique et administration
De 1994 à 2013, François van Hoobrouck d'Aspre fut le bourgmestre de Wezembeek-Oppem. Il ne fut cependant pas nommé officiellement entre 2006 et 2013 par les autorités flamandes, à la suite de son refus d'appliquer la circulaire Peeters, qu'il jugeait contradictoire avec les lois fédérales concernant les facilités, comme cela a été confirmé par la cour d'appel de Mons et le tribunal de première instance de Bruxelles. Il siège également au conseil provincial du Brabant flamand sous la même étiquette UF-MR. Il fut par ailleurs membre  du Mouvement réformateur et désormais de Défi En outre, il est fondateur et Vice-Président de l'Union Belge Contre les Nuisances des Avions (UBCNA asbl).
Aux élections communales, la liste de l'Union des francophones a obtenu 10 sièges sur 23 (41,7 %) en octobre 1994 et 16 sièges sur 23 (57,8 % des voix) en octobre 2000. 
Aux élections d'octobre 2006, la Liste du Bourgmestre LB - UF a obtenu 18 sièges sur 23 (76 % des voix). Ces élections n'ont plus offert aucun poste d'échevin élu directement à un néerlandophone, les échevins francophones étant tous directement élus. 
Le lundi 23 décembre 2013, Frédéric Petit (MR) a prêté serment comme nouveau Bourgmestre, devant le gouverneur du Brabant flamand, Lodewijk De Witte. 
Les majorités communales depuis 1994 ont été les suivantes :
- 1994 : U.F et Entente Communale
- 2000 : U.F et Démocratie Wezembeek-Oppem (DWO)
- 2006 : Liste du Bourgmestre-Union des Francophones, majorité absolue
- 2012 : Union des Francophones (U.F.)

### Résultats des élections communales depuis 1976
| Partis                 | 10-10-1976 | 10-10-1976 | 10-10-1982 | 10-10-1982 | 9-10-1988 | 9-10-1988 | 9-10-1994 | 9-10-1994 | 8-10-2000 | 8-10-2000 | 8-10-2006 | 8-10-2006 | 14-10-2012 | 14-10-2012 | 14-10-2018 | 14-10-2018 |
| Votes / Sièges         | %          | 21         | %          | 23         | %         | 23        | %         | 23        | %         | 23        | %         | 23        | %          | 23         | %          | 23         |
| ---------------------- | ---------- | ---------- | ---------- | ---------- | --------- | --------- | --------- | --------- | --------- | --------- | --------- | --------- | ---------- | ---------- | ---------- | ---------- |
| LB                     | -          |            | -          |            | 39,59     | 9         | 38,75     | 9         | -         |           | -         |           | -          |            | -          |            |
| LB-UF                  | -          |            | -          |            | -         |           | -         |           | 57,81     | 16        | -         |           | -          |            | -          |            |
| LB-Union               | -          |            | -          |            | -         |           | -         |           | -         |           | 75,97     | 18        | 77,68      | 19         | 76,7       | 18         |
| JRWO                   | -          |            | 2,3        | 0          | -         |           | -         |           | -         |           | -         |           |            |            | -          |            |
| UDRT                   | -          |            | 4,92       | 0          | -         |           | -         |           | -         |           | -         |           | -          |            | -          |            |
| D.W.O.                 | 33,81      | 7          | 28,63      | 8          | 25,83     | 6         | 19,51     | 4         | 17        | 3         | -         |           | -          |            | -          |            |
| WEB-UWB                | 66,19      | 14         | -          |            | -         |           | -         |           | -         |           | -         |           | -          |            | -          |            |
| GE-EC                  | -          |            | 26,21      | 7          | -         |           | -         |           | 19,62     | 4         | -         |           | -          |            | -          |            |
| AWB                    | -          |            | 25,39      | 6          | -         |           | -         |           | -         |           | -         |           | -          |            | -          |            |
| UDF                    | -          |            | 12,55      | 2          | -         |           | -         |           | -         |           | -         |           | -          |            | -          |            |
| ADF                    | -          |            | -          |            | 34,58     | 8         | -         |           | -         |           | -         |           | -          |            | -          |            |
| UF                     | -          |            | -          |            | -         |           | 41,74     | 10        | -         |           | -         |           | -          |            | -          |            |
| ECOLEV                 | -          |            | -          |            | -         |           | -         |           | 5,57      | 0         | -         |           | -          |            | -          |            |
| OPEN                   | -          |            | -          |            | -         |           | -         |           | -         |           | 24,03     | 5         | -          |            | -          |            |
| WOPLUS                 | -          |            | -          |            | -         |           | -         |           | -         |           | -         |           | 22,32      | 4          | 23,3       | 5          |
| Total des votes        | 7619       | 7619       | 7737       | 7737       | 7910      | 7910      | 7739      | 7739      | 7720      | 7720      | 7953      | 7953      | 7472       | 7472       | 7332       | 7332       |
| Participation %        |            |            |            |            | 91,7      | 91,7      | 91,69     | 91,69     | 90,03     | 90,03     | 92,35     | 92,35     | 89,04      | 89,04      | 93,2       | 93,2       |
| Votes blancs ou nuls % | 8,7        | 8,7        | 3,93       | 3,93       | 3,73      | 3,73      | 4,37      | 4,37      | 4,21      | 4,21      | 3,04      | 3,04      | 4,08       | 4,08       | 6,8        | 6,8        |

## Controverses linguistiques
La langue officielle est le néerlandais et des facilités linguistiques ont été accordées aux francophones dans les années 1960. L'enquête Kluft-Jaspers[Quoi ?] de 1969 révèle à cette époque une population composée à plus de 40 % de francophones. Au début des années 2010, les francophones représentent presque les 2/3 de la population de la commune,.
Wezembeek-Oppem est une des communes à facilités linguistiques de la Région flamande, une des six communes qui entourent la Région de Bruxelles-Capitale. Elle est la seule d'entre elles à ne pas toucher directement Bruxelles puisqu'une étroite bande de terrain appartenant à la commune de Kraainem l'en sépare.
À l'époque où a eu lieu le dernier recensement linguistique officiel, en 1947, un peu moins de 30 % de la population de Wezembeek-Oppem parlait le français comme langue maternelle.[réf. à confirmer] Non en 1963 quand a été fixée officiellement la frontière linguistique en Belgique, comme rapporté souvent, mais seulement lors de la réforme constitutionnelle de 1970,[Interprétation personnelle ?] la commune a été rangée parmi les communes de la région linguistique néerlandaise, mais avec le maintien du statut linguistique spécial communément appelé « régime des facilités » prévu en 1963. En 1980, la commune a été incluse dans la Région flamande nouvellement créée.
La langue de travail interne de l’administration est le néerlandais (comme partout en Flandre), mais les facilités obligent les administrations (locale, régionale, communautaire, fédérale) à utiliser le français dans leurs contacts avec les habitants francophones et à leur fournir différents documents officiels en français. Les facilités autorisent un enseignement primaire en français ainsi que d'autres services en français. La commune de Wezembeek-Oppem ne compte donc cependant pas d'établissement d'enseignement secondaire en français.
Pourtant, certains Flamands[Qui ?] ne voient dans les « facilités » que des dispositions transitoires limitées dans le temps, qui laissaient à une minorité linguistique francophone (surtout ceux qui venaient de franchir la frontière des langues) le temps nécessaire pour s'intégrer, c'est-à-dire pour apprendre à maîtriser la langue officielle de la région. Cela bien que ces facilités aient été créées avant que la commune n'intègre, seulement en 1970, la région linguistique néerlandophone[Interprétation personnelle ?] (lorsque la Constitution exigea que chaque commune fasse partie d'une région linguistique). Avant cela, il s'agissait d'une « commune en l'air », selon l'expression du Ministre Terwagne, à l'époque de l'instauration des lois linguistiques en 1963.[pertinence contestée]
Mais il se fait que beaucoup de francophones considèrent ces facilités comme un droit permanent, ces facilités étant d'ailleurs « bétonnées » dans la Constitution. La situation se complique du fait que Wezembeek-Oppem est voisine de la Région de Bruxelles-Capitale, où le français et le néerlandais sont deux langues officielles, mais où le pourcentage de néerlandophones a considérablement diminué au cours du siècle dernier. Du fait de son développement, l'ancien village flamand de Wezembeek-Oppem est devenu aujourd'hui une banlieue satellite de la Région de Bruxelles-Capitale, qui compte une majorité de francophones.
Une étude de Kind en Gezin (office de l'enfance flamande) publié en partie par le journal le Soir le 18 décembre 2014 révèle qu'entre 2004 et 2013 les naissances d'enfants néerlandophones sont passées de 17,8 % à 5,9 %, dans le même temps les naissances d'enfants francophones sont passées de 43,7 % à 55,9%.

## Environnement
(août 2009).
Si vous disposez d'ouvrages ou d'articles de référence ou si vous connaissez des sites web de qualité traitant du thème abordé ici, merci de compléter l'article en donnant les références utiles à sa vérifiabilité et en les liant à la section « Notes et références ».
En 1995, un verger didactique a été aménagé, sur un terrain communal, par les élèves des écoles communales néerlandophones et francophones. Il est entouré d'une haie vive composée de plus de 25 essences indigènes différentes et accueille chaque année des centaines d'enfants venus découvrir la nature.
Depuis 2007, la commune de Wezembeek-Oppem est le théâtre d'une opération de sauvegarde de l'hirondelle de fenêtre. L'association "Le Verger" et la section locale de l'organisation flamande Natuurpunt ont placé des nids artificiels à l'intention de ces oiseaux dont il ne restait plus que quelques couples nicheurs. Le manque de boue dans les quartiers urbanisés les empêchent souvent de construire un nid.
Grâce au soutien financier de la commune, à l'aide technique d'Econet et à la mobilisation de nombreux habitants qui ont accepté un nid sous leur corniche, cette opération connaît un succès croissant. Alors qu'il ne restait que 6 couples nicheurs en 2005, ce nombre est passé à 21 en 2009.
Depuis 2009, une partie des pelouses des parcs communaux est gérée de manière entièrement écologique : herbes et fleurs des prés peuvent y pousser librement (l'entretien est limité à une ou deux fauches par an.

## Éducation

### Enseignement préscolaire et primaire
- L'école primaire municipale néerlandophone « De Letterbijter »
- L'école primaire francophone municipale « La Fermette »
- Deux écoles primaires catholiques francophones : « L'École Notre-Dame de la Trinité »
« L'Institut Saint-Georges »
- L'école primaire néerlandophone Collège du Saint-Hart (nl)
- L'École internationale allemande de Bruxelles

### Enseignement secondaire
- L'école secondaire néerlandophone Collège du Saint-Hart (nl)
- L'École internationale allemande de Bruxelles

## Mouvements de jeunesse
- Unité Scoute de la 71e Saint-Joseph : Basée dans l'enceinte de l'école Saint-Georges, à la frontière entre Kraainem et Wezembeek-Oppem (au nord de la commune), elle compte plus de 250 membres âgés de 6 à 18 ans[24].
- Unité Guide de la 40e Saint-Joseph : Basée dans l'enceinte de la Fermette, en plein centre de la commune de Wezembeek-Oppem, elle compte plus de 150 membres âgés de 6 à 18 ans[25].